# Ji (Tianjin)

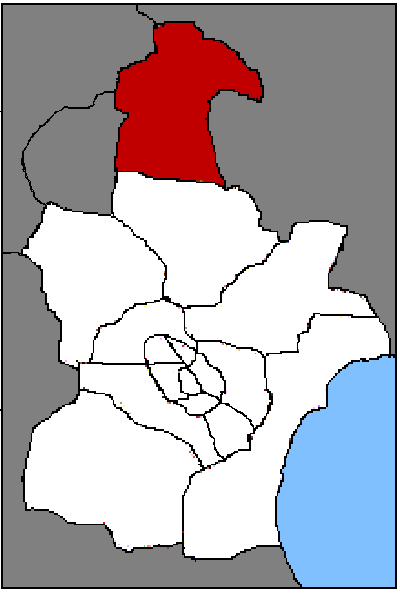
Lage des Kreises Ji in Tianjin

Ji (蓟县; Pinyin: Jì Xiàn) ist ein Kreis der regierungsunmittelbaren Stadt Tianjin in Nordchina.
Der Kreis Ji liegt im Norden des Verwaltungsgebiets von Tianjin. Er hat eine Fläche von 1.593 km² und etwa 810.000 Einwohner (Ende 2004). Damit hat er eine Bevölkerungsdichte von 508,47 Einwohner je km². Ji hatte traditionell zur Provinz Hebei gehört und wurde erst im September 1973 der Stadt Tianjin angeschlossen.
Im Stadtbezirk Ji befindet sich der Dule-Tempel und der Qianxiang-Tempel (Tausend-Figuren-Tempel), welche auf der Denkmalliste der Volksrepublik China stehen.

## Administrative Gliederung
Auf Gemeindeebene setzt sich Ji aus einem Straßenviertel, 20 Großgemeinden, fünf Gemeinden und einer Nationalitätengemeinde zusammen. Diese sind:
- Straßenviertel Wenchang (文昌街道), Sitz der Kreisregierung;
- Großgemeinde Baijian (白涧镇);
- Großgemeinde Bangjun (邦均镇);
- Großgemeinde Bieshan (别山镇);
- Großgemeinde Chutouling (出头岭镇);
- Großgemeinde Dongshigu (东施古镇);
- Großgemeinde Guanzhuang (官庄镇);
- Großgemeinde Houjiaying (侯家营镇);
- Großgemeinde Luozhuangzi (罗庄子镇);
- Großgemeinde Mashenqiao (马伸桥镇);
- Großgemeinde Sangzi (桑梓镇);
- Großgemeinde Shangcang (上仓镇);
- Großgemeinde Wubaihu (五百户镇);
- Großgemeinde Xiacang (下仓镇);
- Großgemeinde Xiawotou (下窝头镇);
- Großgemeinde Xiaying (下营镇);
- Großgemeinde Xilonghuyu (西龙虎峪镇);
- Großgemeinde Yangjinzhuang (杨津庄镇);
- Großgemeinde Yinliu (洇溜镇);
- Großgemeinde Youguzhuang (尤古庄镇);
- Großgemeinde Yuyang (渔阳镇);
- Gemeinde Chuanfangyu (穿芳峪乡);
- Gemeinde Dong’erying (东二营乡);
- Gemeinde Dongzhaogezhuang (东赵各庄乡);
- Gemeinde Limingzhuang (礼明庄乡);
- Gemeinde Xujiatai (许家台乡);
- Gemeinde Sungezhuang der Manju (孙各庄满族乡).

## Ethnische Gliederung der Bevölkerung des Kreises Ji (2000)
Beim Zensus im Jahr 2000 wurden in ganz Ji 800.763 Einwohner gezählt.
| Name des Volkes | Einwohner | Anteil  |
| --------------- | --------- | ------- |
| Han             | 770.096   | 96,17 % |
| Mandschu        | 25.830    | 3,22 %  |
| Hui             | 1.815     | 0,23 %  |
| Mongolen        | 1.319     | 0,16 %  |
| Zhuang          | 615       | 0,08 %  |
| Miao            | 322       | 0,04 %  |
| Dong            | 149       | 0,02 %  |
| Bouyei          | 140       | 0,02 %  |
| Koreaner        | 108       | 0,01 %  |
| Tujia           | 96        | 0,01 %  |
| Yi              | 67        | 0,01 %  |
| Tibeter         | 56        | 0,01 %  |
| Sonstige        | 190       | 0,02 %  |

## Jixianit
Das Mineral Jixianit ist nach dem Kreis benannt.